# Pinus muricata
Pinus muricata, el pino obispo, es una especie arbórea de la familia de las Pináceas.

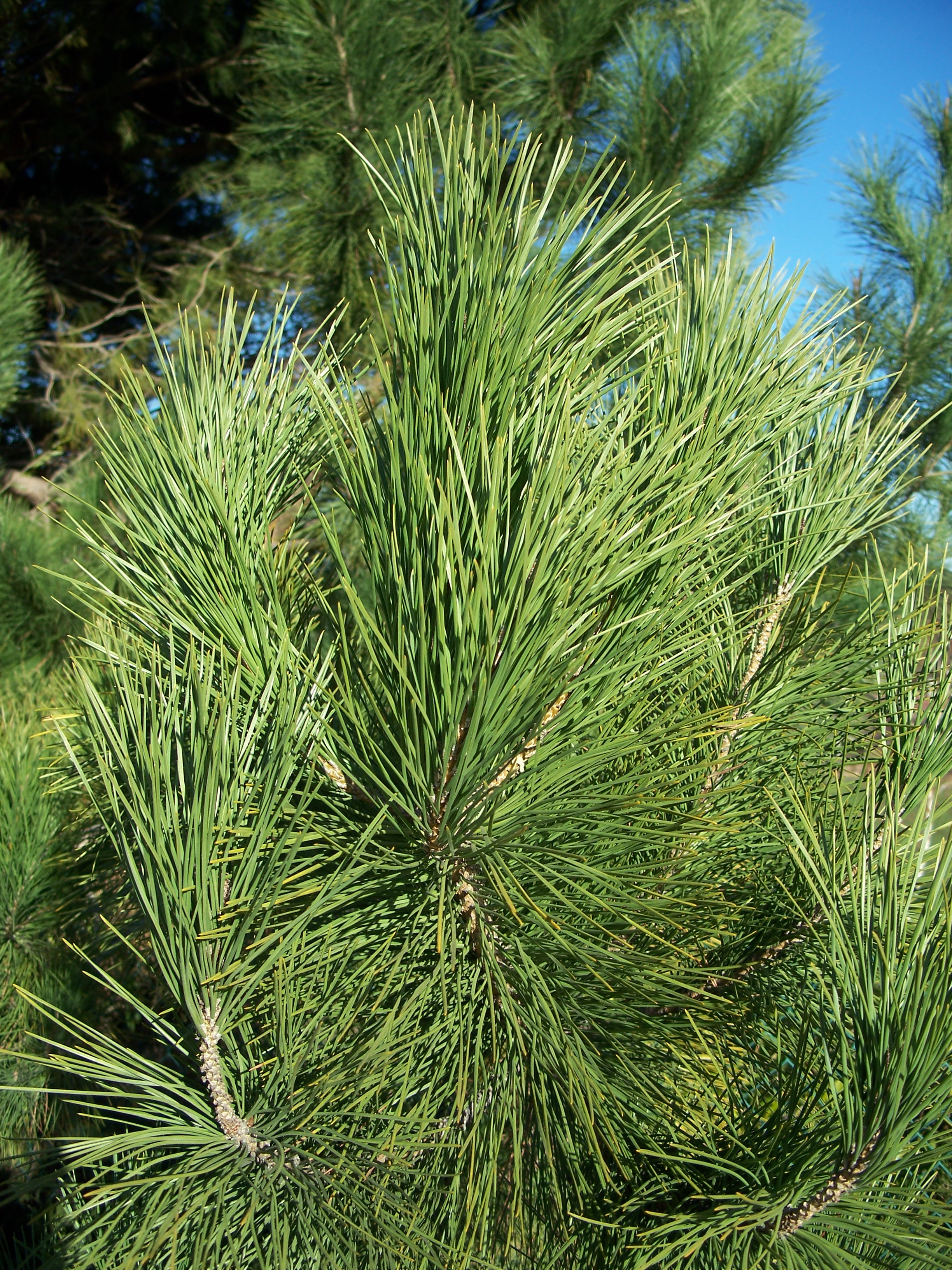
Follaje

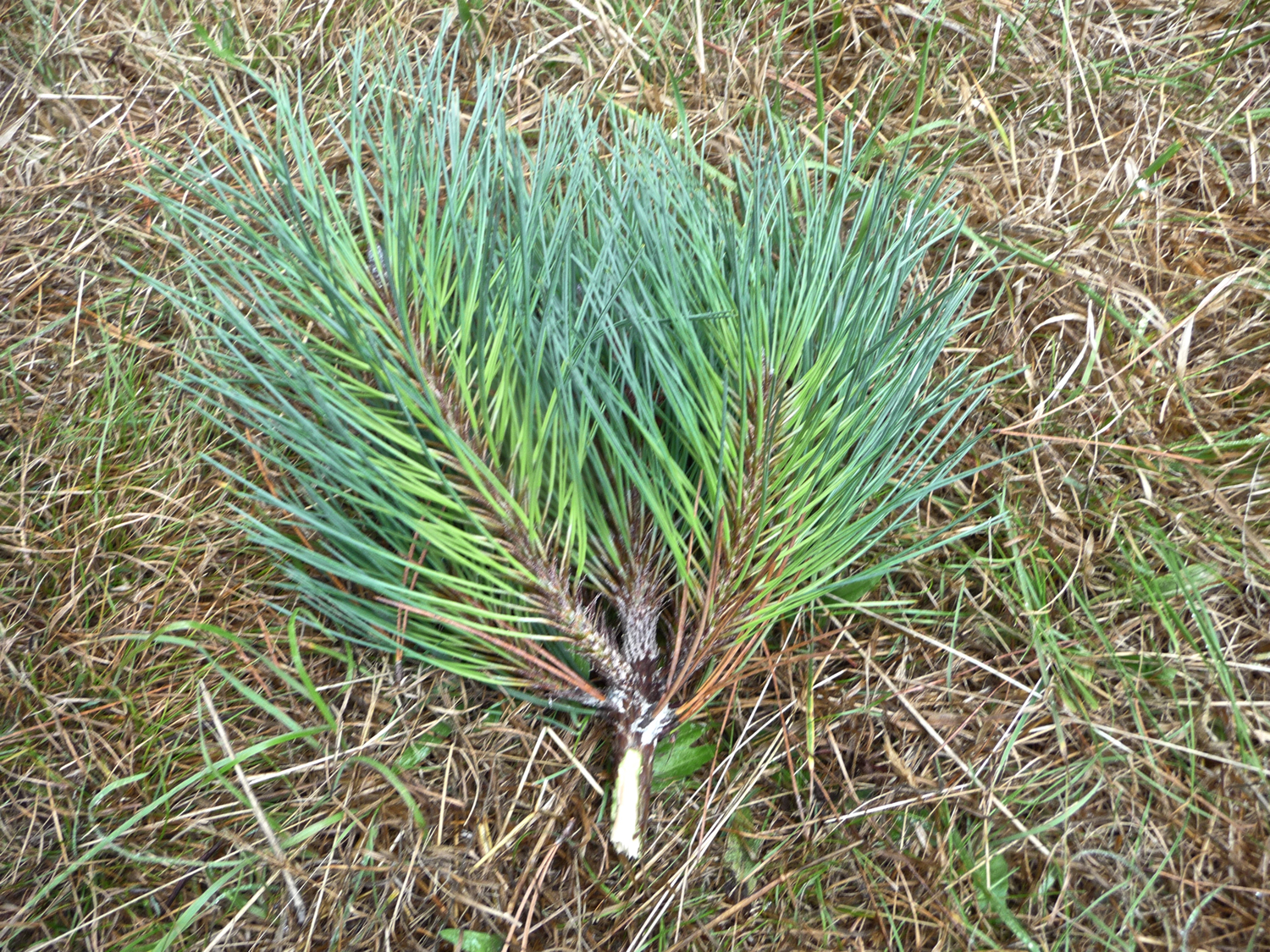
Acículas

## Distribución
Se trata de un pino con un área de distribución muy restringida: la mayor parte se encuentra en el estado de los EE. UU. de California, incluyendo varias islas del Canal, y unas pocas localidades en Baja California, México. Siempre está en la costa, o cerca de ella, desde Trinidad Head en el Condado de Humboldt (California) hacia el sur hasta San Vicente en Baja California.
El nombre común pino obispo proviene de que el árbol fue identificado cerca de la Misión de San Luis Obispo de Tolosa.

## Morfología
Los árboles maduros de pino obispo crecen a una altura de 15-25 m, raramente hasta 34 m, con un diámetro en el tronco de hasta 1,2 m. La especie es a menudo más pequeña, raquítica y retorcida por la exposición costera. Es tolerante a la sequía y crece en suelo rocoso y árido.
Las acículas se encuentran en pares, de verde a verde azulado, y con 8-16 cm de largo. Los estróbilos aparecen en racimos de uno a cinco. Los conos están fuertemente dobladas en la rama, 5-10 cm de largo; las escamas son rígidas, delgadas en el lado del cono que está frente a la rama, pero en gran medida engrosadas en el lado que queda hacia afuera y con una espina rígida de 5-12 mm; ambos rasgos son adaptación parta minimizar la predación de las ardillas y el daño del fuego a los conos. Estos permanecen cerrados durante muchos años hasta que el fuego o un calor intenso hace que se abran y libera las semillas.

### Formas
Hay dos formas de Pinus muricata:
- una forma meridional con acículas de verde brillante
- una forma septentrional con acículas de verde azulado oscuro.

La composición de la resina también es diferente. La línea divisoria entre los dos es muy aguda, ocho kilómetros al sur de la frontera entre el condado de Mendocino y el condado de Sonoma en California. Los intentos experimentales para hibridar las dos formas han fracasado constantemente, indicando que su relación taxonómica pueden ser más lejana que lo que sugerirían las muy pequeñas diferencias.

## Ecología
Pinus muricata, el pino obispo, se encuentra asociado con varios robles y cipreses dentro de las Cordilleras litorales de California. Hay también una serie de flora de sotobosque común incluyendo helecho de espada occidental, Gaultheria shallon y "roble" venenoso del Pacífico. Apariciones destacadas de pino obispo están en asociación con el Cupressus pygmaea como un bosque pigmeo en terrazas costeras en el condado de Mendocino y en el de Sonoma, incluyendo una ubicación dentro del Parque estatal de Salt Point. El pino obispo estáclasificado como especie en peligro en México.

## Usos
El pino obispo se ha usado en plantaciones con tasas de crecimiento más altas en estado salvaje, pero con impactos adversos para la biodiversidad.

## Taxonomía
Pinus muricata fue descrita por David Don  y publicado en Transactions of the Linnean Society of London 17: 441. 1836.
Etimología
Pinus: nombre genérico dado en latín al pino.
muricata: epíteto latino que significa "con espinas".
Sinonimia
- Pinus edgariana Hartw.
- Pinus radiata var. binata (Engelm.) Brewer & S. Watson
- Pinus remorata H.Mason[9][10]